# Змішане масонство

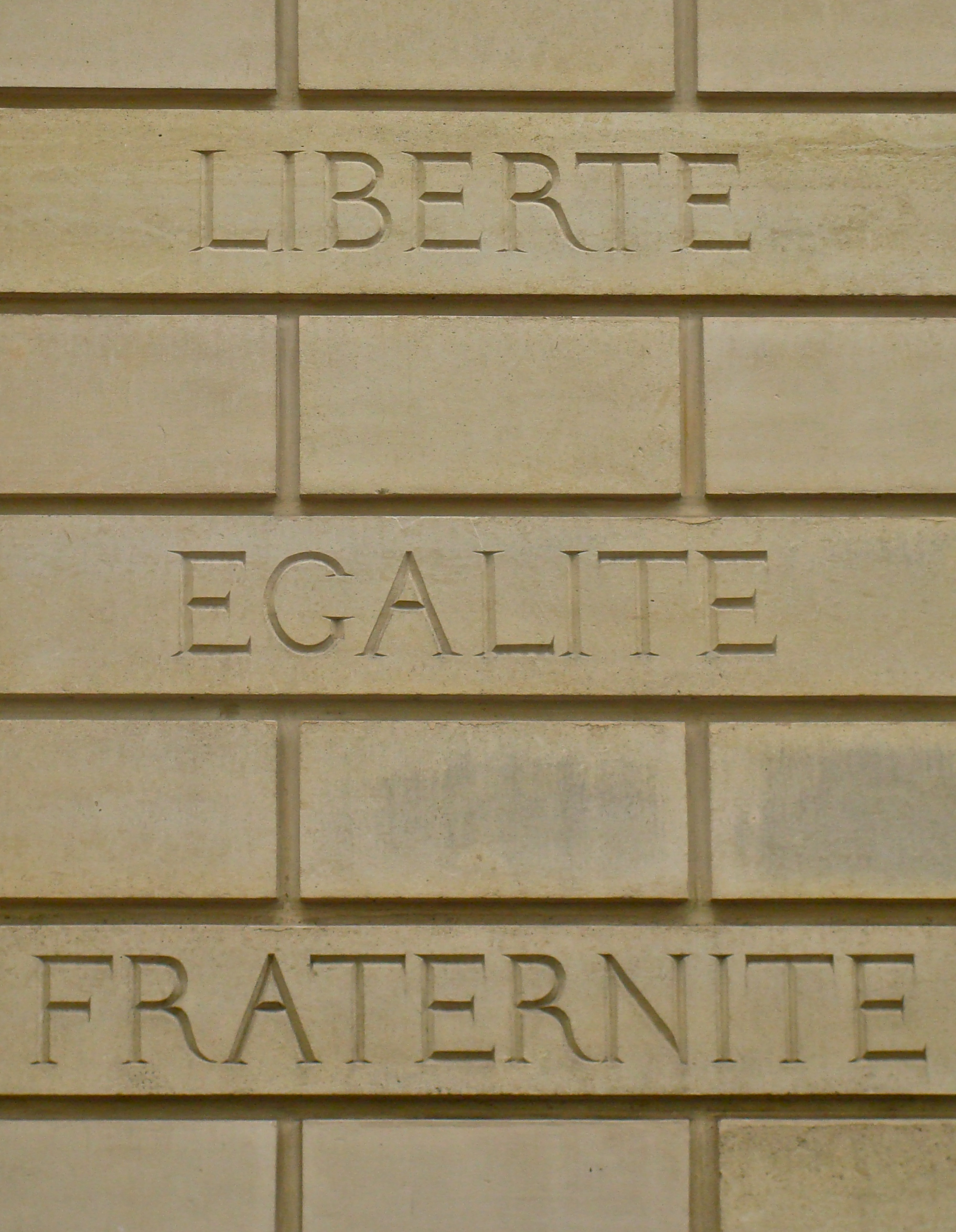
Свобода, Рівність, Братство

Змі́шане масо́нство — масонські спілки, членами яких можуть бути як жінки, так і чоловіки. Змішане масонство є відгалуженням ліберального масонства.
Великі ложі регулярного масонства не приймають до своїх лав жінок і не визнають змішане масонство, вважаючи його незаконним.

## Поява змішаного масонства
Французьке масонство давно намагалося прийняти до себе жінок. Ложа Le Droit Humain була заснована у Франції наприкінці XIX століття, під час феміністичного руху та боротьби за право голосу для жінок. Це був перший змішаний масонський орден. Сьогодні членами ложі є люди з більш ніж 50 країн світу.
Великий схід Франції заснував «Адоптивний обряд» ще в 1774 році, під час якого сестри, дружини та дочки масонів долучалися до ложі. У 1879 році, після відхилення ландмарки про віру в Бога, у ложі Великий схід Франції відбулося розкол, після якого дванадцять лож відійшли від Великого Сходу Франції та заснували «Велику символічну шотландську ложу».

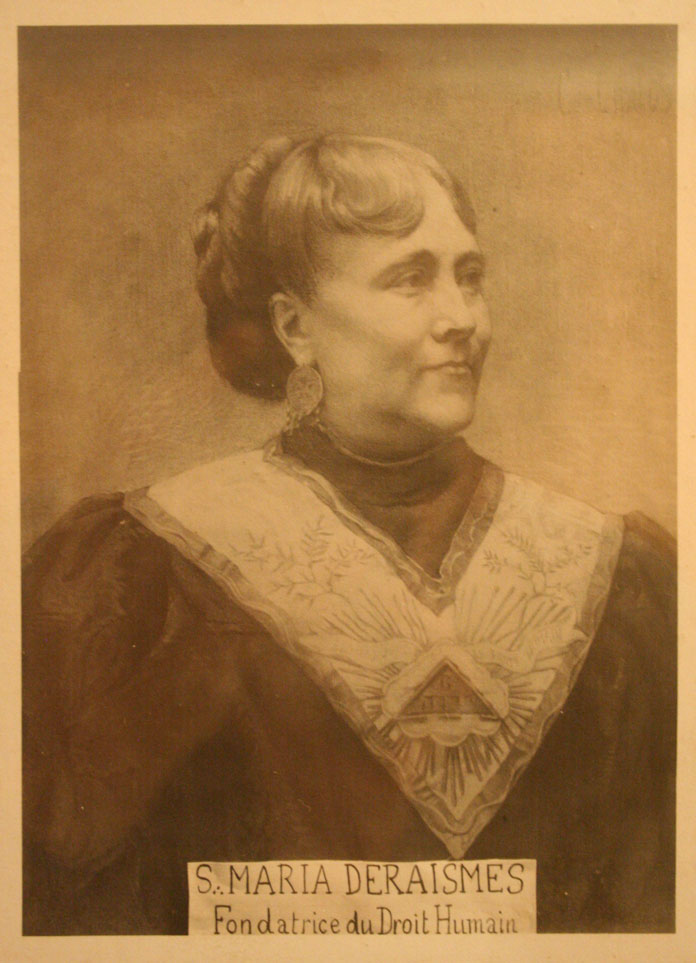

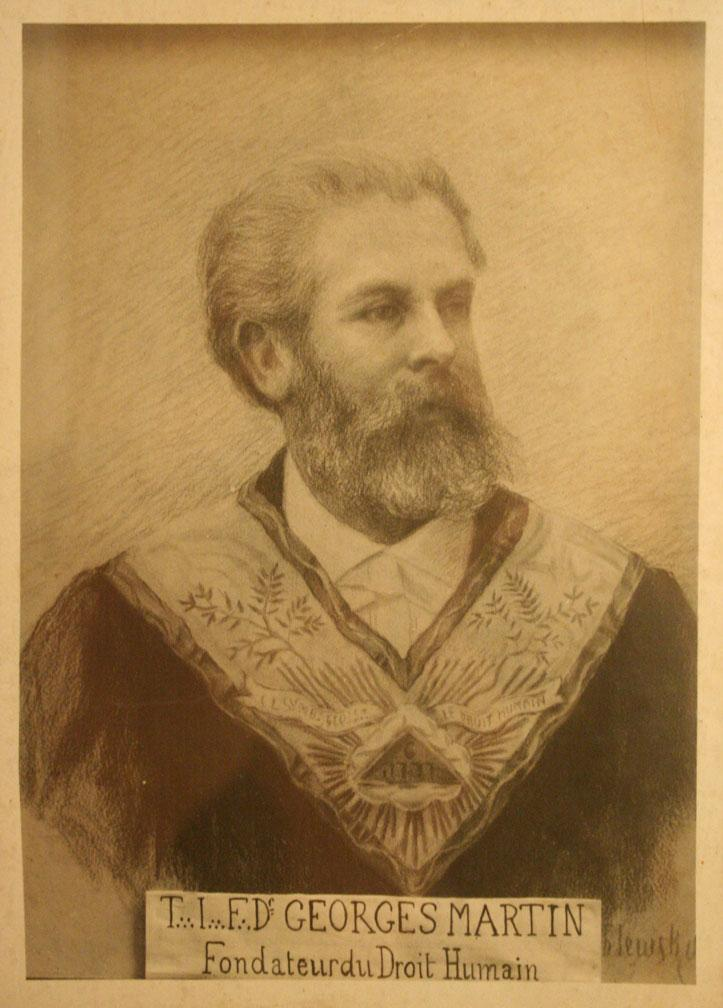
Жорж Мартен

14 січня 1882 року Марія Дерем, відома гуманіст, феміністка, письменниця, викладачка й політик, була прийнята в ложу «Вільні мислителі». Чинний високоповажний майстер, Бр. Хуброн (18°), пояснив цей вчинок наявністю найвищої турботи про людство в серці та цілком логічним застосування правила «Вільний масон — у вільній ложі». Незабаром за це порушення ложа була виключена з «Великої символічної шотландської ложі».
У 1890 році ложа «Шотландський Єрусалим», яка також відносилася до «Великої символічної шотландської ложі», заявила про заснування нового масонського ордену, у який приймалися б і чоловіки, і жінки. Під час цього ложа «Шотландський Єрусалим» пропонувала не посвячувати жінок, а створити новий орден, який існував разом із цим. Зачинателем цієї думки був доктор Жорж Мартен, французький сенатор, борець за права жінок, а також член ложі «Вільні мислителі».
14 березня 1893 року Марі Дерем, Жорж Мартен і кілька інших масонів заснували в Парижі ложу «Право людини», посвятивши в неї 16 француженок.
Незабаром після цього, 4 квітня цього ж року, була заснована перша велика ложа змішаного масонства — «Велика символічна шотландська змішана ложа Франції» (фр. Grande Loge Symbolique Écossaise Mixte de France). Це було значущим відступом від усіх попередніх різновидів масонства: орден не тільки не вимагав віри у Вищу Сутність, а й став доступним всім, хто був «праведний, чесний і вільний, повнолітній, не судимий і мав добру вдачу».

## Змішані масонські великі ложі

### Великий схід Франції
Великий схід Франції (фр. Grand Orient de France) — найстаріша масонська спілка Франції та найстаріша в континентальній Європі. Заснований ВСФ 24 червня 1738 року. Великий схід Франції є провідником ліберального масонства у світі.
ВСФ був одним із перших масонських орденів, деякі ложі якого стали адоптивними (тобто допускали жінок у ложі). У 1774 році, після введення Адаптивного статуту в низці своїх лож, у ВСФ з'явилася постанова, що дозволяла включати жінок до складу масонських лож. Після чого герцогиня Бурбонська була обрана першою великим майстром Франції.
Жінки приймалися в ложі, але не посвящалися в неї. У 2007 році ВСФ відхилив подання великого майстра Жан-Мішеля Кійярде про обговорення можливості членства в ложах жінок.
Засідання у ВСФ 2010 року після бурхливих дебатів і з перевагою всього в кілька голосів «за» дозволило проводити посвяту жінок у цій ложі. У такий спосіб різновид масонства ВСФ змінився з чоловічого на змішаний. На 2015 рік ВСФ є найбільшою змішаною масонською спілкою у світі та нараховує в 1250 ложах 50500 чоловіків і 2000 жінок.

### Велика ложа Італії
Велика ложа Італії (італ. La Gran Loggia d'Italia degli ALAM (Antichi Liberi Accettati Muratori) з'явилася в Італії в 1910 році, що називалася Ясновельможна велика ложа Італії. Як масонський орден вона була заснована сукупністю лож, які вийшли з Великого сходу Італії (ВСІ) в 1908 році. Саме 1908 рік слід вважати роком заснування ложі. Історичний осередок Великої ложі Італії знаходився в Римі на площі П'яцца дель Джезу, 47. Зараз чисельність Великої ложі Італії становить близько 9000 членів у 400 ложах, як в Італії, так і в деяких інших країнах: Велика Британія, Канада, Ліван, Румунія і США.
Важливою відмінністю Великої ложі Італії від Великого сходу Італії є те, що ВЛІ це змішана ложа, куди приймаються жінки та чоловіки на рівних правах, а посвячення має багато спільного з посвяченням у Міжнародному змішаному масонську ордені «Право людини» (Le Droit Humain). Крім того, Велика ложа Італії використовує тільки Древній та прийнятий шотландський статут (ДПШС). ДПШС вважається у ВЛІ єдиним та об'єднує градуси з 1 по 33. Управляє Великою ложею Італії великий майстер, який є головним у перших трьох градусах, і суверенний великий командор, який очолює ступені з 4 по 33. Обидві посади займає одна людина, яка обирається на 3 роки й не може переобиратися більше, ніж на два терміни.

### Велика змішана універсальна ложа
Велика змішана універсальна ложа є масонською спілкою, що з'явилася після розколу з французькою федерацією Міжнародного змішаного масонського ордену «Право людини» (Le Droit Humain) в 1973 році.
Уже в 1913 році відбулася перша спроба створення незалежної від МЗМО «Право людини» ложі. Причиною був надмірний вплив Верховної ради ДПШС «МЗМО Право людини» на роботу ложі. Початок Першої світової війни став на заваді поділу ордену та створенню «Великої змішаної універсальної ложі». У ВЗУЛ налічується трохи більш як 1400 членів у понад 70 ложах.

### Велика змішана ложа Франції
Це французька змішана масонська ложа, що була створена з 1982 року після відділення від Великої змішаної універсальної ложі (Grande Loge mixte universelle). У 2011 році чисельність ВЗЛФ становила 4000 осіб у 190 ложах. На початок 2019 року ВЗЛФ об'єднує 5100 масонів у 236 ложах.

## Конфедерація Lithos
Конфедерація Lithos — це бельгійська ліберальна масонська спілка, створена 11 листопада 2006 року. Вона була заснована 5 змішаними масонськими ложами ордену «Право людини» та «Великого сходу Люксембургу». Загальний Масонський храм називається Дім масонів. У 2018 році в «Конфедерацію Lithos» входили ложі, розташовані в Бельгії (Антверпен, Брюссель та ін.), Швейцарії (Женева) та Німеччині (Вестфалія). Вони працюють у трьох символічних ступенях, більшість із них змішані. Чисельність конфедерації на 2019 рік становить 1700 масонів (38 лож).

## Визнання змішаних масонських лож
Попри заборону на взаємодію в обрядовому контексті, Об'єднана велика ложа Англії, що не визнає змішане масонство, стверджує, що підтримує неформальне спілкування з жіночими та змішаними масонськими великими ложами щодо взаємовідносин, і що «брати можуть вільно пояснювати необізнаним масонам, якщо ті спитають, що масонство не обмежується чоловіками» (хоча ця велика ложа не приймає до своїх лав жінок).
Великий схід Франції з 2010 року рішенням зборів дозволив приймати жінок у свої ложі. Таким чином, ВСФ став змішаною ложею. Кожна ложа ВСФ самостійно розв'язує питання про необхідність прийняття жінок. ВСФ брав жваву участь у створенні змішаних лож у Франції та інших країнах. За його участю були засновані: Велика змішана універсальна ложа, «Союз Джорджа Вашингтона», Велика змішана ложа Франції. З цілою низкою змішаних лож існують давні братерські відносини, у тому числі з такими, як Велика ложа Італії, Міжнародний змішаний масонський орден «Право людини», з іншими менш відомими великими ложами. Також між змішаними орденами є взаємовизнання та участь у різних проєктах, що виходять за межі масонства: у благодійній, просвітницькій та соціальній царинах.